# Ильин, Виктор Васильевич (философ)
Ви́ктор Васи́льевич Ильи́н (род. 4 сентября 1952, Москва) — советский, русский философ, историк науки, специалист по гносеологии, макросоциологии, социальной философии. Доктор философских наук, профессор МГУ им. М.В. Ломоносова.

## Биография
Окончил философский факультет, аспирантуру МГУ им. М. В. Ломоносова.
Работал на философском факультете МГУ профессором кафедры диалектического материализма, затем профессором кафедры онтологии и теории познания.
С 1993 по 2005 по совместительству — заведующий кафедрой философии МГТУ им. Баумана.
С 2002 года работает на кафедре философии ИППК МГУ.
Кандидатская диссертация «Особенности ассимиляции естественно-научного знания».
Докторская диссертация «Природа науки. Гносеологический анализ».
Подготовил 100 кандидатов наук, 3 докторов наук, опубликовал более 400 научных работ, в том числе свыше 40 книг.

## Основные труды
- Ильин В. В. Структура и развитие научных знаний. — М., 1980.
- Ильин В. В., Калинкин А. Л. Природа науки. — М., 1985.
- Ильин В. В., Калинкин А. Т. The nature of science. — М., 1988.
- Ильин В. В. Критерии научности знания. — М.: Высшая школа, 1989.
- Ахиезер А. С., Ильин В. В. Философия власти. — М., 1993.
- Ильин В. В., Гаджиев К. С., Панарин А. С., Рябов А. В. и др. Философия власти. — М., 1993.
- Ильин В.В. Теория познания. Введение. Общие проблемы. — М.: Изд-во МГУ, 1993. — 168 с. — 3000 экз. — ISBN 5-211-02646-2.
- Ильин В. В. Теория познания. Эпистемология. — М.: Издательство МГУ, 1994. — 136 с. — 2000 экз. — ISBN 5-211-03240-3.
- Ильин В. В., Панарин А. С. Философия политики. — М.: Издательство МГУ, 1994. — 284 с. — 3000 экз. — ISBN 5-211-03326-4.
- Ильин В. В., Панарин А. С., Рябов А. В. Россия: опыт национально-государственной идеологии. — М., 1994.
- Политическая антропология / под ред. В. В. Ильина. — М.: Издательство МГУ, 1995. — 254 с. — (Теоретическая политология: Мир России и Россия в мире). — 3000 экз. — ISBN 5-211-03540-2.
- Ильин В. В., Панарин А. С., Ахиезер А. С. Реформы и контрреформы в России. — М.: Изд-во МГУ, 1996. — 400 с. — 3000 экз. — ISBN 5-211-03734-0.
- Ильин В. В. и др. Философия в системе культуры. — М., 1996.
- Ильин В. В., Ахиезер А. С. Российская государственность: истоки, традиции, перспективы. — М.: Издательство МГУ, 1997. — 384 с. — (Теоретическая политология, мир России и Россия в мире). — ISBN 5-211-03762.
- Ильин В. В. Философия: учебник для вузов [Кн. 1 и 2]. — М.: Академический проект, 1999. — 600 с.
- Ильин В. В. Политология: учебник для вузов. — 2-е издание, исправленное. — М.: Университет, 1999. — 544 с. — 3000 экз. — ISBN 5-8013-0055-4.
- Ильин В. В., Ахиезер А. С. Российская цивилизация: содержание, границы, возможности. — М.: Издательство МГУ, 2000. — 384 с. — (Теоретическая политология, мир России и Россия в мире). — ISBN 978-5-211-04238-4.
- Новый миллениум для России: путь в будущее (под ред. Ильина В. В.). — М.: Издательство МГУ, 2001. — 224 с. — ISBN 978-5-211-04440-1.
- Ильин В. В. Политология: учебник для вузов. — 4-е издание, исправленное и дополненное. — М.: Книжный дом Университет (КДУ), 2001. — 716 с. — ISBN 5-8013-0132-1.
- Ильин В. В. и др. Философия. — М., 2002.
- Ильин В. В. Философия истории. — М.: Изд-во МГУ, 2003. — 380 с. — 2000 экз. — ISBN 5-211-04688-9.
- Ильин В. В. и др. Философия науки и техники. — М., 2003.
- Ильин В. В. Философия. Университетский курс. — М., 2003.
- Ильин В. В. Макросоциология. — Саранск: Красный октябрь, 2004.
- Ильин В. В. Философия науки. — М., 2004.
- Ильин В. В. Аксиология. — М.: Изд-во МГУ, 2005. — 216 с. — 2000 экз. — ISBN 5-211-05011-8.
- Ильин В. В. и др. Философская антропология. — М., 2005.
- Ильин В. В. Философия и история науки. — М.: Изд-во МГУ, 2005. — 432 с. — 3000 экз. — ISBN 5-211-05103-3.
- Ильин В. В. и др. Введение в историю и философию науки. — М., 2005.
- Ильин В. В. Философия: учебник. В 2 т. — Ростов н/Д.: Феникс, 2006. — 1 том - 832 с., 2 том - 784 с. — (Высшее образование). — ISBN 5-222-07261-4.
- Ильин В. В. Философская антропология: учебное пособие для вузов. — 2-е издание. — М.: Книжный дом Университет (КДУ), 2006. — 232 с. — 1000 экз. — ISBN 5-98227-193-4.
- Ильин В. В. Философия социальных и гуманитарных наук. — М., 2006.
- Ильин В. В. Философия и история науки. — М.. — 2006.
- Лебедев С. А., Ильин В. В., Лазарев Ф. В., Лесков Л. В. Введение в историю и философию науки. — 2-е издание. — М.: Академический проект, 2007. — ISBN 978-5-8291-0840-3.
- Ильин В. В. Философская антропология. — 2-е издание. — М.: Книжный Дом Университет, 2008.
- Ильин В. В. Мир Globo: вариант России: монография. — М.: Книжный дом Университет (КДУ), 2009. — 256 с. — 1000 экз. — ISBN 978-5-98227-634-6.
- Ильин В. В. Россия в системе мировых цивилизаций: монография. — М.: Книжный дом Университет (КДУ), 2009. — ISBN 5-98227-586-7, 978-5-98227-586-8.
- Ильин В. В. Теория познания. Введение. Общие проблемы. — 2-е издание. — М.: Либроком, 2010. — 168 с. — 1000 экз. — ISBN 978-5-397-01280-5.
- Ильин В. В. Теория познания: Эпистемология. — 2-е изд., испр.. — М.: Книжный дом «ЛИБРОКОМ», 2011. — 136 с. — ISBN 978-5-397-01584-4.
- Ильин В. В., Лебедев С. А. Философия. Курс лекций. — М.: Эксмо, 2011.
- Ильин В. В., Лебедев С. А. и др. Философия: учебник. — М.: Эксмо, 2011.
- Ильин В. В. и др. Первая десятилетка России новейшего времени: куда, как, к чему? (Размышления о происходящем). — Москва – Калуга: Издательство «Эйдос», 2012.
- Ильин В. В. и др. Россия: общество и личность на рубеже веков. — Москва – Калуга: Издательство «Эйдос», 2012.
- Ильин В. В. Теория познания. Симвология. Теория символических форм: монография. — М.: Издательство МГУ, 2013. — 1000 экз.
- Ильин В. В. Теория познания. Социальная эпистемология. Социология знания: монография. — М.: Академический проект, 2014.